# Carlos Coimbra da Luz
Carlos Coimbra da Luz (né le 4 août 1894 à Três Corações, Minas Gerais et mort le 9 février 1961 à Rio de Janeiro) est un homme politique brésilien, président de la République par intérim durant 3 jours, du 8 au 11 novembre 1955.
Il assuma les fonctions de président de la République de par son statut de président de la Chambre des Députés, à la suite du retrait, pour raison de santé du président en titre, João Fernandes Campos Café Filho (lui-même vice-président de Getúlio Vargas, qui s'était suicidé l'année précédente).
Carlos Luz fut éloigné du pouvoir par un mouvement militaire, appelé Mouvement du 11 novembre, mené par le général Henrique Lott, accusé par la suite de conspiration pour ne pas rendre le pouvoir au nouveau président élu, Juscelino Kubitschek. La présidence échut alors au président du Sénat fédéral, Nereu Ramos.

## Liens
- Notices d'autorité :   - VIAF
  - LCCN
  - Portugal
  - WorldCat